# Eric Huang
Eric Huang (* 1971 oder 1972) ist ein chinesisch-amerikanischer Forschungs- und Entwicklungs-Manager bei dem Unternehmen Moderna.
Huang erwarb an der Emory University einen Bachelor, an der Boston University einen Master und an der New York University School of Medicine einen Ph.D., letzteren in medizinischer Parasitologie.
Huang hatte Funktionen bei verschiedenen Unternehmen der Biotechnologie-Branche inne, darunter Seaside Therapeutics, Stromedix und Domantis. Seit 2012 ist er bei Moderna, wo er als Chief Scientific Officer (CSO) des Subunternehmens New Venture Labs das Konzept für Modernas mRNA-Impfstoff-Plattform entwickelte. 2021 wurde Huang General Manager und CSO des Subunternehmens Moderna Genomics, das pharmazeutische Produkte auf dem Gebiet des Genome Editing entwickeln soll.
Huang wurde 2022 gemeinsam mit Katalin Karikó, Drew Weissman, Uğur Şahin, Özlem Türeci für seine Beiträge zur Entwicklung der mRNA-Impfstoffe mit dem Warren Alpert Foundation Prize ausgezeichnet.